# Port-Arthur (film)
Pour plus de détails, voir Fiche technique et Distribution.
Port-Arthur est un film tchéco-français réalisé par Nicolas Farkas en deux versions, française et allemande, tourné à Prague, sorti en 1936.

## Synopsis
À Lüshunkou durant la guerre russo-japonaise 1904-1905.
Youki, Comtesse Ranewsky, l'épouse d'origine orientale de l'officier russe Boris Ranewsky, un des défenseurs les plus acharnés de la forteresse de Port Arthur assiégée par les Japonais, est partagée entre sa fidélité à son mari et les liens du sang qui l'unissent à son frère, le lieutenant Ivamoura, espion japonais infiltré, à la tête de la cinquième colonne japonaise dans la ville assiégée. L'officier de renseignement Vassidlo, par ailleurs ami personnel de Boris Ranewsky,  surnommé "le ratier de Makaroff", resserre ses filets autour de l'espion dans une ambiance lourde de tension et de faux-semblants.

## Fiche technique
- Titre : Port-Arthur
- Réalisation : Nicolas Farkas
- Scénario : Henri Decoin, Nicolas Farkas, Arnold Lipp, d'après le roman de Pierre Frondaie
- Dialogue : Steve Passeur (dialogues v.f.) ; Kurt Heuser, Hans Klaehr (scénario et dialogues v.a.)
- Photographie : Otto Heller et Jaroslav Tuzar
- Musique : Otakar Jeremias
- Montage : Roger Mercanton, v.f. ; Carl Forcht (de), v.a.
- Décors : Alexandre Lochakoff, Bohumil Hes, Stepán Kopecky	, Vladimir Meingard
- Son : Hermann Storr
- Production : Pierre O'Connell
- Société de production : F.C.L.
- Société de distribution : Films Sonores Tobis
- Pays d'origine :  Tchécoslovaquie,  France
- Format :  Son mono  - Noir et blanc  - 1,37:1
- Genre : Drame de guerre
- Durée : 80 minutes
- Dates de sortie : 
  - France : 11 décembre 1936
  - Allemagne : 7 décembre 1936
- Affiches : René Péron, Roger Vacher (France)

## Distribution
Version française
- Danielle Darrieux : Youki
- Anton Walbrook : Boris Ranewsky
- Charles Vanel : Commandant Vassidloff
- Jean-Max : Capitaine Ivamoura
- Jean Worms : Commandant Novitzki
- Foun-Sen : La servante
- Ky Duyen
- Jean Marconi
- Pierre Nay
- Philippe Richard
- Jean Appert
- Jean Dax
- René Fleur

Version allemande
- Karin Hardt : Youki
- Anton Walbrook (sous son nom d'Adolf Wohlbrück) : Boris Ranewsky
- Paul Hartmann : Wossidlow
- René Deltgen : Ivamoura
- Werner Pledath : Novitzki
- Ferdinand Classen : Li Hung
- Hugo Werner-Kahle : Général Stoessel
- Fritz Klippel : l'adjudant
- Wilhelm König
- Karl Meixner (de)
- Karl Morvilius
- Erich Nadler
- Theodore Rocholl
- Youngling Tschang
- Willi Volker